# Střížovice (district de Plzeň-Sud)
Pour les articles homonymes, voir Střížovice.
Střížovice est une commune du district de Plzeň-Sud, dans la région de Plzeň, en République tchèque. Sa population s'élevait à 384 habitants en 2022.

## Géographie
Střížovice se trouve à 10 km à l'est-nord-est de Přeštice, à 16 km au sud-sud-est de Plzeň et à 88 km au sud-ouest de Prague.
La commune est limitée par Nebílovy au nord-ouest, par Chválenice au nord-est, par Chlum au sud-est, par Únětice et Řenče au sud, et par Netunice à l'ouest.

## Histoire
La première mention écrite de la localité date de 1379.

## Transports
Par la route, Střížovice se trouve à 9 km de Blovice, à 19 km de Plzeň et à 102 km de Prague.